# Застава Андоре
Застава Андоре званично је усвојена 1866. године. Застава се састоји од три вертикална једнака поља (од јарбола) плаве (azure), жуте (or) и црвене (gules) боје, са грбом Андоре на жутом пољу. Размера заставе је 7:10.

## Галерија
- Цивилна застава Андоре
- Застава Андоре
(1806-1866)